# Gerbathodes
Gerbathodes é um gênero de traça pertencente à família Arctiidae.